# Drukwerk (popgroep)
Drukwerk is een Nederlandse popgroep, die vooral begin jaren 80 van de 20e eeuw populair was. Tegenwoordig treedt Drukwerk ook weer op in de Nederlandse zalen.

## Ontstaan
Drukwerk is in 1978 opgericht door Harry Slinger, Ton Coster, Joop May en Hans Witteveen. De samenstelling van de groep is in de loop der jaren regelmatig veranderd, maar Harry Slinger, Ton Coster en Joop May blijven constante factoren.  
De eerste liedjes zijn protestsongs tegen de sluiting van een jeugdhonk in Amsterdam-Noord en atoomenergie in Kalkar en liedjes als ondersteuning van vluchtelingen en krakers. In 1981 neemt Drukwerk de eerste LP Drukwerk op nadat de bandleden door producer Coen van Vrijberghe de Coningh zijn gevraagd, als reactie op het succes, nummers te zoeken voor een demosessie bij EMI. 
De single Je loog tegen mij (de cover Terug van Troje van de band Door Mekaar) werd een nummer 1-hit. Tot halverwege de jaren 80 scoort Drukwerk verschillende hits.
Wanneer in de tweede helft van de jaren 80 de aandacht voor Nederlandstalige muziek minder wordt, weet Drukwerk geen hits meer te scoren. In plaats daarvan gaat Drukwerk zich toeleggen op het theater. In 1990 gaat Drukwerk (tijdelijk) uit elkaar. Zanger Harry Slinger gaat zich toeleggen op een solocarrière. In 2003 vormt de Volendamse band Next One een nieuw Drukwerk voor een tournee ter gelegenheid van het 25-jarig jubileum.
Voor het eerst in ruim 25 jaar verscheen er in 2013 nieuw werk met het album Tegen beter weten in in een nieuwe bezetting met onder meer Slingers zoon Bram in de gelederen.

## Discografie

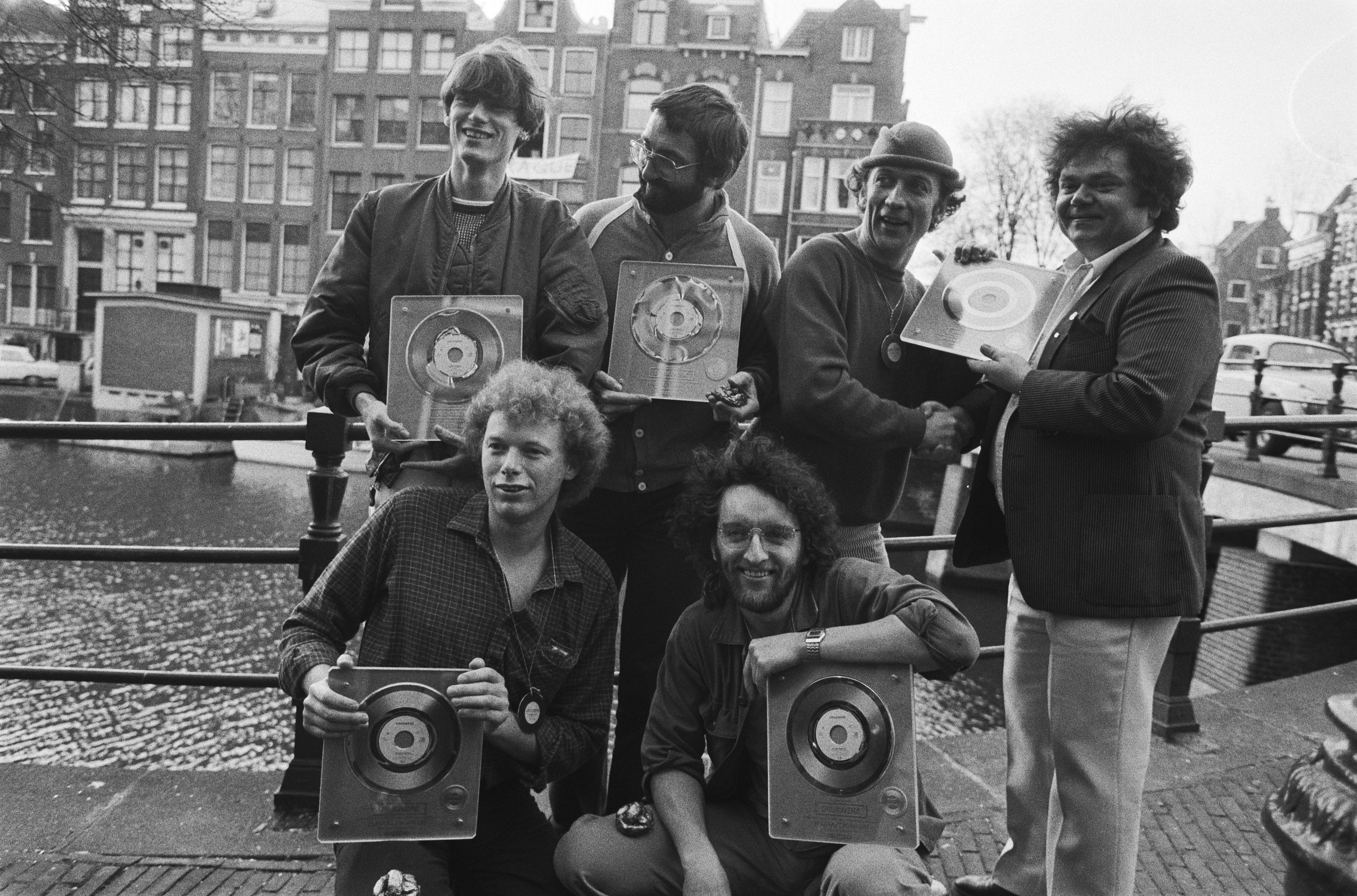
Drukwerk krijgt gouden platen uit handen van André Hazes (1982)

### Albums
| Album met eventuele hitnotering(en) in de Nederlandse Album Top 100 | Datum van verschijnen | Datum van binnenkomst | Hoogste positie | Aantal weken | Opmerkingen            |
| ------------------------------------------------------------------- | --------------------- | --------------------- | --------------- | ------------ | ---------------------- |
| Drukwerk                                                            | 1981                  | 09-01-1982            | 4               | 22           |                        |
| Tweede druk                                                         | 1982                  | 11-09-1982            | 11              | 12           |                        |
| (N)iemand wint                                                      | 1983                  | 29-10-1983            | 22              | 15           |                        |
| Hee Amsterdam - Live in het concertgebouw                           | 1984                  | 04-02-1984            | 20              | 9            | Livealbum              |
| Ho stil, wacht stop!                                                | 1984                  | 27-10-1984            | 23              | 9            |                        |
| 'n Deel van jou                                                     | 1985                  | -                     |                 |              |                        |
| Petje af voor Sonneveld                                             | 1986                  | 08-02-1986            | 33              | 10           |                        |
| Na mij de zondvloed                                                 | 1987                  | -                     |                 |              |                        |
| Drukwerk - Live                                                     | 1990                  | -                     |                 |              | Livealbum              |
| Het allerbeste van Drukwerk                                         | 1994                  | 16-07-1994            | 15              | 21           | Verzamelalbum          |
| Je loog tegen mij                                                   | 2002                  | -                     |                 |              | 4cd-box, verzamelalbum |
| Je loog tegen mij                                                   | 2002                  | -                     |                 |              | 2cd-box, verzamelalbum |
| 100                                                                 | 2009                  |                       |                 |              | 5cd-box, verzamelalbum |
| Alle 40 goed                                                        | 24-09-2010            | -                     |                 |              | Verzamelalbum          |
| Tegen beter weten in                                                | 2013                  |                       |                 |              | Drukwerk2              |
| Singles & B-kanten (1979-1986)                                      | 2017                  |                       |                 |              | Verzamelalbum          |

### Singles
| Single met eventuele hitnotering(en) in de Nederlandse Top 40 | Datum van verschijnen | Datum van binnenkomst | Hoogste positie | Aantal weken | Opmerkingen                                                   |
| ------------------------------------------------------------- | --------------------- | --------------------- | --------------- | ------------ | ------------------------------------------------------------- |
| Ik verveel me zo                                              | 1979                  |                       |                 |              |                                                               |
| Geen atoom                                                    | 1979                  |                       |                 |              |                                                               |
| Je loog tegen mij                                             | 1981                  | 26-12-1981            | 1(2wk)          | 10           | Nr. 1 in de Single Top 100                                    |
| Wat dom                                                       | 1982                  | 20-03-1982            | 5               | 7            | Nr. 3 in de Single Top 100                                    |
| Pappa                                                         | 1982                  | 03-07-1982            | 15              | 5            | Nr. 17 in de Single Top 100                                   |
| Schijn 'n lichtje op mij                                      | 1982                  | 18-09-1982            | 10              | 7            | Nr. 5 in de Single Top 100                                    |
| B-M-X                                                         | 1982                  |                       |                 |              |                                                               |
| Marianneke                                                    | 1983                  | 19-03-1983            | 10              | 6            | Nr. 7 in de Single Top 100                                    |
| Lijn 10                                                       | 1983                  | 20-08-1983            | tip17           | -            | Nr. 33 in de Single Top 100                                   |
| Hee Amsterdam                                                 | 1983                  | 17-12-1983            | 15              | 6            | Nr. 9 in de Single Top 100                                    |
| Onder mijn dak                                                | 1984                  | -                     |                 |              | Nr. 48 in de Single Top 100                                   |
| Carolien                                                      | 1984                  | 15-09-1984            | 18              | 5            | Nr. 13 in de Single Top 100 / Alarmschijf                     |
| Kapsones                                                      | 1984                  | 17-11-1984            | tip2            | -            | Nr. 28 in de Single Top 100                                   |
| Kom terug                                                     | 1985                  |                       |                 |              |                                                               |
| Jong is toekomst                                              | 1985                  |                       |                 |              | EP met 4 nummers t.g.v. het Jongerenjaar                      |
| Nederland schoon                                              | 1985                  |                       |                 |              |                                                               |
| Michiel                                                       | 1985                  |                       |                 |              |                                                               |
| Loflied op Dora                                               | 1985                  |                       |                 |              |                                                               |
| Het laatste eerbewijs                                         | 1985                  |                       |                 |              |                                                               |
| Sonneveld souvenirs                                           | 1986                  |                       |                 |              |                                                               |
| Ik ben m'n petje kwijt                                        | 1986                  |                       |                 |              |                                                               |
| 5 Pils geleden                                                | 1987                  | -                     |                 |              | Nr. 65 in de Single Top 100                                   |
| Sylvia's moeder                                               | 1987                  | -                     |                 |              | Nr. 69 in de Single Top 100                                   |
| Hallo Den Haag                                                | 1988                  | 21-05-1988            | tip20           | -            | Nr. 58 in de Single Top 100                                   |
| Amsterdam, je bent te mooi om vuil te zijn                    | 1988                  |                       |                 |              | Promotie single-CD t.g.v. de aktie "Amsterdam Schoon"         |
| De kroegen van Amsterdam                                      | 1988                  | 24-09-1988            | tip18           | -            | Nr. 56 in de Single Top 100                                   |
| Moeilijk om gewoon te doen                                    | 1989                  |                       |                 |              |                                                               |
| Ome Bertus                                                    | 1989                  |                       |                 |              |                                                               |
| Na mij de zondvloed                                           | 1989                  |                       |                 |              |                                                               |
| Je loog tegen mij 2012                                        | 2012                  | -                     |                 |              | Nr. 60 in de Single Top 100                                   |
| Schijn 'n lichie op mij                                       | 2014                  | -                     |                 |              | Nr. 32 in de Single Top 100; i.s.m. het VARA-programma Rambam |

| Single met hitnotering(en) in de Vlaamse Ultratop 50 | Datum van verschijnen | Datum van binnenkomst | Hoogste positie | Aantal weken | Opmerkingen                 |
| ---------------------------------------------------- | --------------------- | --------------------- | --------------- | ------------ | --------------------------- |
| Je loog tegen mij                                    | 1981                  | -                     |                 |              | Nr. 8 in de Radio 2 Top 30  |
| Marianneke                                           | 1983                  | -                     |                 |              | Nr. 18 in de Radio 2 Top 30 |

## NPO Radio 2 Top 2000
| Nummers met noteringen in de NPO Radio 2 Top 2000 | '99 | '00 | '01 | '02 | '03 | '04  | '05  | '06  | '07  | '08  | '09 | '10  | '11 | '12  | '13  | '14-'18 | '19  | '20  | '21  | '22 | '23  | '24  |
| ------------------------------------------------- | --- | --- | --- | --- | --- | ---- | ---- | ---- | ---- | ---- | --- | ---- | --- | ---- | ---- | ------- | ---- | ---- | ---- | --- | ---- | ---- |
| Je loog tegen mij                                 | 703 | 886 | 922 | 906 | 901 | 1106 | 1197 | 1457 | 1721 | 1285 | -   | 1885 | -   | 1811 | 1833 | -       | 1870 | 1724 | 1898 | -   | 1937 | 1917 |
| Schijn 'n lichtje op mij                          | -   | -   | -   | -   | -   | -    | -    | -    | -    | -    | -   | -    | -   | -    | -    | -       | -    | -    | -    | -   | -    | 1849 |

1. ↑  Een '-' betekent dat het nummer niet was genoteerd en een vetgedrukt getal geeft de hoogste notering van een nummer aan.